# Erlea Maneros Zabala
Erlea Maneros Zabala (Bilbao, Vizcaya, 17 de marzo de 1977) es una pintora y artista contemporánea.

## Biografía
En 2001 completó sus estudios de Bellas Artes en el Departamento de Pintura de la Glasgow School of Art, en Escocia. En 2003, realizó un máster en Bellas Artes en el California Institute of the Arts de Los Ángeles. En 2003, junto con Kate Fowle y Renaud Proch, fue cofundadora de la entidad itinerante sin ánimo de lucro Art2102, ubicada en Los Ángeles. Vive y trabaja en Los Ángeles.

## Estilo artístico
Formada como pintora, ha desarrollado una práctica artística que analiza y reconstruye cómo se componen las imágenes, a la vez que se dirige a las implicaciones culturales contemporáneas de las diversas formas y medios con los que ella se involucra. Trabaja con diversas técnicas mixtas, desde la pintura mural hasta el dibujo.
Realiza obras basadas en el análisis de las condiciones de producción de las imágenes y sus efectos, atendiendo a los contextos en los que se generan y los modos en que se distribuyen. En sus obras aborda la academización de los lenguajes de la abstracción, la noción de autoría y las relaciones que se establecen entre artesanía y fabricación en serie a partir del uso de los medios mecánicos en los procesos productivos.
Su manera de producir desafía el énfasis tradicional que la pintura deposita en la creación de objetos únicos, “de autor”. Es una crítica de los valores convencionales del arte, particularmente de las nociones románticas de la belleza, lo sublime y del arte como una experiencia espiritual.

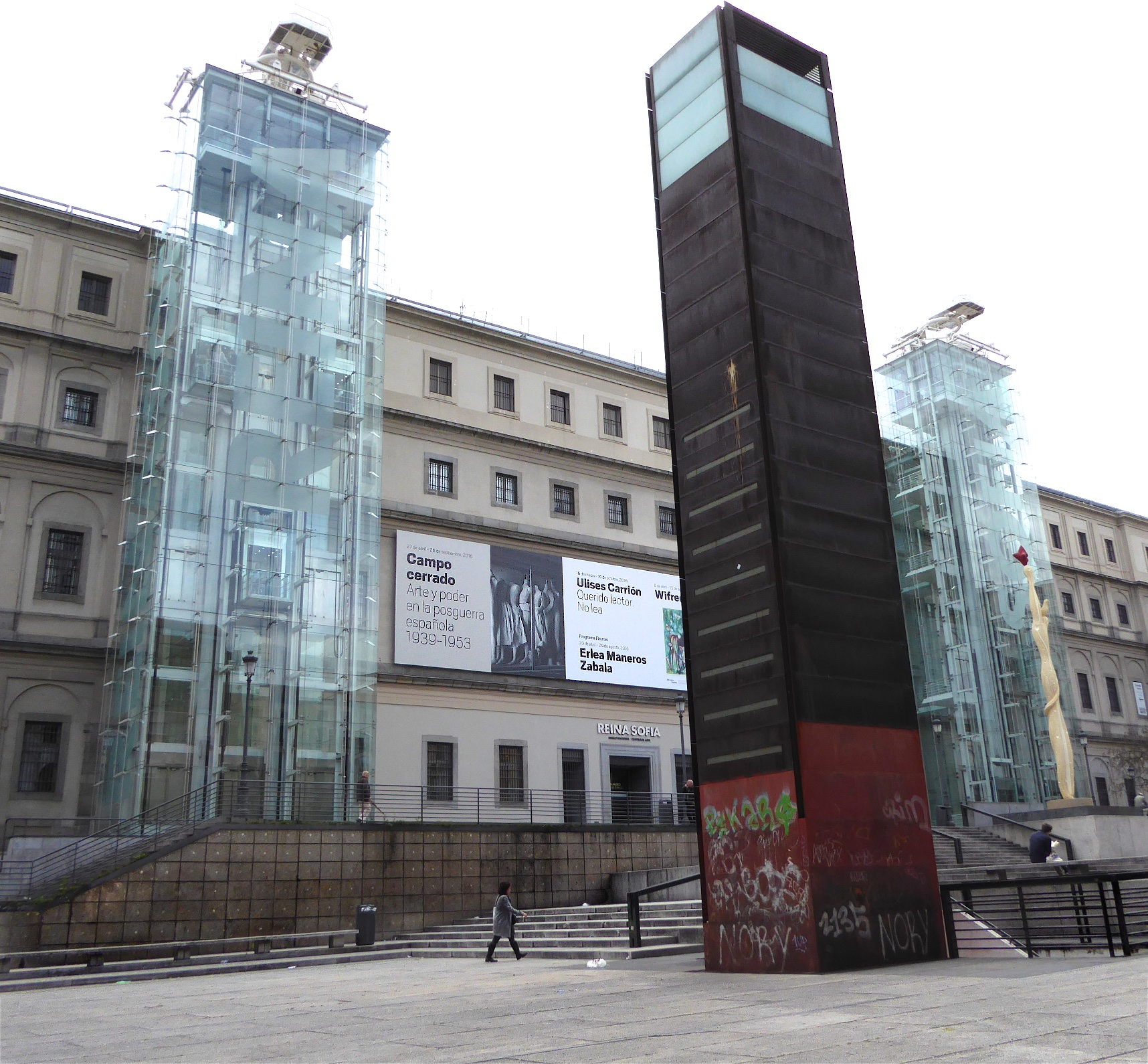
Maneros en el Reina Sofía en 2016

## Obra
Ha realizado muestras individuales en la Galería Carreras Múgica (Bilbao), Redling Fine Art (Los Ángeles), Seamen's Art Club (Hamburgo) y en Queen's Nails Annex (San Francisco), entre otros.
Su obra ha estado presente en exposiciones colectivas de instituciones como el Museo Experimental El Eco (México D.F.), REDCAT (Los Ángeles), Kadist Art Foundation (París), Museo Nacional Centro de Arte Reina Sofía (Madrid),Museo Guggenheim Bilbao, Museo de Bellas Artes de Bilbao, Tabakalera y Museo San Telmo (San Sebastián),Museo ARTIUM, Centro Cultural Montehermoso (Vitoria), Museo de Arte Contemporáneo Helga de Alvear (Cáceres), o la Bienal Europea de Arte Contemporáneo Región de Murcia, entre otros.

## Premios y reconocimientos
- 2018 Premio Gure Artea.[11]
- 2018 Premio Adquisición 2018 en Art Marbella.[12]